# Rayons canaux

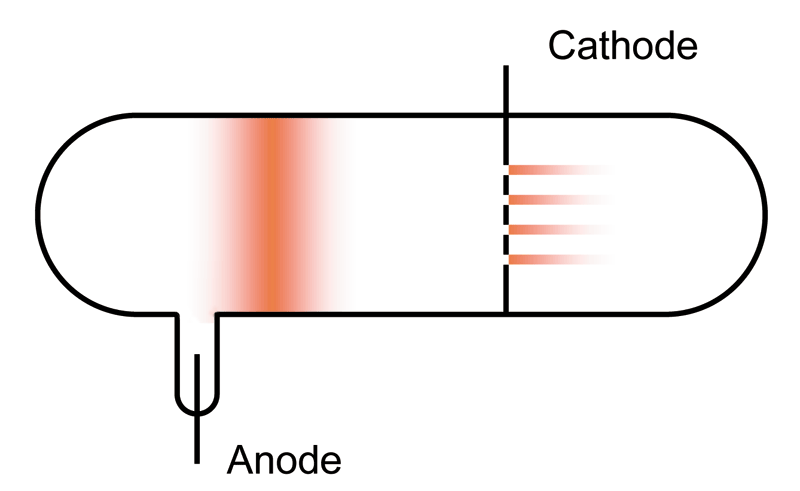
Schéma d'un tube à rayons canaux, montrant les rayons sortant à droite de la cathode perforée

Les rayons canaux ou rayons anodiques sont une dénomination historique pour les faisceaux d'ions positifs, en raison de leur premier mode de réalisation. Ils ont en effet été observés expérimentalement pour la première fois par un physicien allemand,  Eugen Goldstein, en 1886. Goldstein utilisait une lampe à décharge à  gaz raréfié.

## Historique
En 1886, Eugen Goldstein observe expérimentalement les rayons canaux en utilisant une lampe à décharge à gaz raréfié possédant une cathode percée.
En 1907, une étude de la déflexion de ces rayons par un champ magnétique révèle que les particules composant le rayon n'ont pas toutes la même masse. Les plus légères, produites quand il y a un peu d'hydrogène dans le tube, ont été calculées comme étant 1837 fois plus massives qu'un électron : ce sont des protons.

## Description
Les ions positifs produits dans la décharge se dirigent de l'anode vers la cathode, en direction opposée aux « rayons cathodiques », qui sont des courants d'électrons allant vers l'anode. Ceux qui arrivent sur un des trous (canaux) de la cathode, ne peuvent pas atteindre celle-ci, en raison de leur inertie. Ils forment donc un "rayon" dont la section est celle du trou.  Goldstein appela ces rayons positifs « rayons canaux » (Kanalstrahlen) parce qu'ils semblaient passer par un canal. On les visualisait par la fluorescence provoquée par leur impact sur la paroi transparente de l'ampoule. On les appela aussi rayons anodiques en raison de leur apparente émission par l'anode.
Cette lampe à décharge émettant des ions positifs est aussi appelée tube de Geissler.